# Collegio di Pontypridd
Pontypridd è un collegio elettorale gallese rappresentato alla camera dei Comuni del parlamento del Regno Unito. Elegge un membro del parlamento con il sistema maggioritario a turno unico; l'attuale parlamentare è Alex Davies-Jones del Partito Laburista, che rappresenta il collegio dal 2019.

## Estensione

Il collegio dal 2010 al 2024

Il collegio di Pontypridd si può dividere in due parti, quella orientale contenente la città omonima, e la parte occidentale incentrata su Llantrisant. A Pontypridd i ward componenti sono: Town, Treforest, Rhondda (consiste di Hopkinstown, Maesycoed, Graigwen, Trehafod e Pwllgwaun), Graig, Trallwng, Rhydyfelin Central e Ilan e Hawthorn. La parte occidentale consta dei seguenti ward: Taffs Well, Beddau, Church Village, Tonteg, Llantwit Fardre, Llantrisant, Pontyclun, Talbot Green, Tonyrefail East e Tonyrefail West.
In alternativa, il collegio si può dividere in una parte suburbana nel sud, e le comunità cresciute con la rivoluzione industriale al nord. L'area meridionale, in particolare tra Church Village e Llantrisant, contiene molte nuove aree residenziali e di industria leggera, e beneficia degli efficienti trasporti dovuti alla prossimità con la motorway M4. Questa parte ha una popolazione in espansione e rappresenta un quartiere dormitorio di Cardiff. Le parti settentrionali, in particolare Tonyrefail e la parte nord di Pontypridd, consiste di grandi aree di edilizia del XIX secolo che hanno sofferto di alti tassi di disoccupazione alla fine degli anni '80 del XX secolo, con la chiusura delle vecchie industrie. Tuttavia, negli anni recenti, la ripresa economica è stata costante, specialmente nei collegi confinanti a nord.
Il collegio di Pontypridd fu creato nella sua forma originale da parti di South Glamorganshire e East Glamorganshire, in conseguenza del Representation of the People Act 1918, che diede virtualmente diritto a tutti gli uomini oltre i 21 anni al voto, estese i diritti di voto alle donne oltre i 30 anni e incrementò il numero degli ora aboliti collegi universitari. Parte di questa legge ebbe anche l'effetto di redistribuzione dei seggi su base più equa. Il collegio, in origine, comprendeva i distretti rurali e il Borough di Cowbridge (che includeva Ystradowen, Bonvilston, St Athan, Llantwit Major e Llandow) e il distretto urbano di Pontypridd, oltre al distretto rurale di Llantrisant e Llantwit Fardre. Il collegio rimase intoccato in questa forma fino alla terza revisione periodica dei confini, implementata nel 1983. Questa modifica tolse il borough di Cowbridge e il distretto rurale di Cowbridge, spostandoli nel collegio di Vale of Glamorgan e spostanto le comunità di Llanharry, Llanharan e Brynna nel collegio di Ogmore.
Le comunità di Creigiau e Pentyrch furono aggiunte al collegio in questo periodo, per poi essere rimosse in occasione delle elezioni generali del 2010. Sempre nel 2010 le divisioni elettorali di Cilfyndd e Glyncoch furono rimosse dal collegio, e aggiunte al collegio di Cynon Valley.
Dal 2024 il collegio è costituito dai seguenti ward, appartenenti al distretto di contea di Rhondda Cynon Taf: 
- Abercynon, Cilfynydd, Glyncoch, Mountain Ash, 	Penrhiwceiber e Ynysybwl, che in precedenza erano contenuti nel collegio di Cynon Valley, abolito;
- Brynna and Llanharan, Llanharry, Llantrisant and Talbot Green e Pont-y-clun West, che in precedenza erano contenuti nel collegio di Ogmore, abolito;
- Beddau and Tyn-y-Nant, Church Village, Cymmer, Graig and Pontypridd West, Hawthorn and Lower Rhydfelen	, Llanharry, Llantrisant and Talbot Green, Llantwit Fardre, Pontypridd Torn, Rhydfelen Central, Ton-Teg, Trallwng, Treforest e Upper Rhydfelen and Glyn-taf, che in precedenza erano già nel collegio di Pontypridd.[5]

## Membri del parlamento
| Elezione | Elezione           | Deputato                 | Partito             |
| -------- | ------------------ | ------------------------ | ------------------- |
|          | 1918               | Thomas Arthur Lewis      | Coalizione Liberale |
| 1922     | Nazionale Liberale | Thomas Arthur Lewis      |                     |
|          | 1922 (S)           | Thomas Isaac Mardy Jones | Laburista           |
| 1931 (S) | David Lewis Davies |                          | Laburista           |
| 1938 (S) | Arthur Pearson     |                          | Laburista           |
| 1970     | Brynmor John       |                          | Laburista           |
| 1989 (S) | Kim Howells        |                          | Laburista           |
| 2010     | Owen Smith         |                          | Laburista           |
| 2019     | Alex Davies-Jones  |                          | Laburista           |

## Elezioni

### Elezioni negli anni 2020
| Partito                    | Partito                                | Candidato                  | Risultati 4 luglio 2024 | Risultati 4 luglio 2024 |
| Partito                    | Partito                                | Candidato                  | Voti                    | %                       |
| -------------------------- | -------------------------------------- | -------------------------- | ----------------------- | ----------------------- |
|                            | Laburista                              | Alex Davies-Jones          | 16 225                  | 41,20                   |
|                            | Reform UK                              | Steven Wayne Bayliss       | 7 823                   | 19,87                   |
|                            | Plaid Cymru                            | William Jac Rees           | 5 275                   | 13,40                   |
|                            | Conservatore                           | Jack Robson                | 3 775                   | 9,59                    |
|                            | Indipendente                           | Wayne Owen                 | 2 567                   | 6,52                    |
|                            | Verde                                  | Angela Karadog             | 1 865                   | 4,74                    |
|                            | Lib Dem                                | David Mathias              | 1 606                   | 4,08                    |
|                            | Indipendente                           | Joe Biddulph               | 198                     | 0,50                    |
|                            | Indipendente                           | Jonathan Bishop            | 44                      | 0,11                    |
|                            |                                        |                            |                         |                         |
| Iscritti                   | Iscritti                               | Iscritti                   | 75 951                  | 100,00                  |
| ↳ Votanti (% su iscritti)  | ↳ Votanti (% su iscritti)              | ↳ Votanti (% su iscritti)  | 39 378                  | 51,85                   |
| ↳ Astenuti (% su iscritti) | ↳ Astenuti (% su iscritti)             | ↳ Astenuti (% su iscritti) | 36 573                  | 48,15                   |
|                            |                                        |                            |                         |                         |
|                            | Esito: collegio confermato a Laburista |                            |                         |                         |

### Elezioni negli anni 2010
| Partito                    | Partito                                | Candidato                  | Risultati 12 dicembre 2019 | Risultati 12 dicembre 2019 |
| Partito                    | Partito                                | Candidato                  | Voti                       | %                          |
| -------------------------- | -------------------------------------- | -------------------------- | -------------------------- | -------------------------- |
|                            | Laburista                              | Alex Davies-Jones          | 17 381                     | 44,50                      |
|                            | Conservatore                           | Sam Trask                  | 11 491                     | 29,42                      |
|                            | Plaid Cymru                            | Fflur Elin                 | 4 990                      | 12,78                      |
|                            | Brexit                                 | Steve Bayliss              | 2 917                      | 7,47                       |
|                            | Indipendente                           | Mike Powell                | 1 792                      | 4,59                       |
|                            | Indipendente                           | Sue Prior                  | 337                        | 0,86                       |
|                            | Indipendente                           | Jonathan Bishop            | 149                        | 0,38                       |
|                            |                                        |                            |                            |                            |
| Iscritti                   | Iscritti                               | Iscritti                   | 60 327                     | 100,00                     |
| ↳ Votanti (% su iscritti)  | ↳ Votanti (% su iscritti)              | ↳ Votanti (% su iscritti)  | 39 057                     | 64,74                      |
| ↳ Astenuti (% su iscritti) | ↳ Astenuti (% su iscritti)             | ↳ Astenuti (% su iscritti) | 21 270                     | 35,26                      |
|                            |                                        |                            |                            |                            |
|                            | Esito: collegio confermato a Laburista |                            |                            |                            |

| Partito                    | Partito                                | Candidato                  | Risultati 8 giugno 2017 | Risultati 8 giugno 2017 |
| Partito                    | Partito                                | Candidato                  | Voti                    | %                       |
| -------------------------- | -------------------------------------- | -------------------------- | ----------------------- | ----------------------- |
|                            | Laburista                              | Owen Smith                 | 22 103                  | 55,40                   |
|                            | Conservatore                           | Juliette Ash               | 10 655                  | 26,71                   |
|                            | Plaid Cymru                            | Fflur Elin                 | 4 102                   | 10,28                   |
|                            | Lib Dem                                | Mike Powell                | 1 963                   | 4,92                    |
|                            | UKIP                                   | Robin Hunter-Clarke        | 1 071                   | 2,68                    |
|                            |                                        |                            |                         |                         |
| Iscritti                   | Iscritti                               | Iscritti                   | 60 537                  | 100,00                  |
| ↳ Votanti (% su iscritti)  | ↳ Votanti (% su iscritti)              | ↳ Votanti (% su iscritti)  | 39 894                  | 65,90                   |
| ↳ Astenuti (% su iscritti) | ↳ Astenuti (% su iscritti)             | ↳ Astenuti (% su iscritti) | 20 643                  | 34,10                   |
|                            |                                        |                            |                         |                         |
|                            | Esito: collegio confermato a Laburista |                            |                         |                         |

| Partito                    | Partito                                | Candidato                  | Risultati 7 maggio 2015 | Risultati 7 maggio 2015 |
| Partito                    | Partito                                | Candidato                  | Voti                    | %                       |
| -------------------------- | -------------------------------------- | -------------------------- | ----------------------- | ----------------------- |
|                            | Laburista                              | Owen Smith                 | 15 554                  | 41,06                   |
|                            | Conservatore                           | Ann-Marie Mason            | 6 569                   | 17,34                   |
|                            | UKIP                                   | Andrew Tomkinson           | 5 085                   | 13,42                   |
|                            | Lib Dem                                | Mike Powell                | 4 904                   | 12,95                   |
|                            | Plaid Cymru                            | Osian Lewis                | 4 348                   | 11,48                   |
|                            | Verdi                                  | Katy Clay                  | 992                     | 2,62                    |
|                            | Laburista Socialista                   | Damien Biggs               | 332                     | 0,88                    |
|                            | TUSC                                   | Esther Pearson             | 98                      | 0,26                    |
|                            |                                        |                            |                         |                         |
| Iscritti                   | Iscritti                               | Iscritti                   | 58 914                  | 100,00                  |
| ↳ Votanti (% su iscritti)  | ↳ Votanti (% su iscritti)              | ↳ Votanti (% su iscritti)  | 37 882                  | 64,30                   |
| ↳ Astenuti (% su iscritti) | ↳ Astenuti (% su iscritti)             | ↳ Astenuti (% su iscritti) | 21 032                  | 35,70                   |
|                            |                                        |                            |                         |                         |
|                            | Esito: collegio confermato a Laburista |                            |                         |                         |

| Partito                    | Partito                                | Candidato                  | Risultati 6 maggio 2010 | Risultati 6 maggio 2010 |
| Partito                    | Partito                                | Candidato                  | Voti                    | %                       |
| -------------------------- | -------------------------------------- | -------------------------- | ----------------------- | ----------------------- |
|                            | Laburista                              | Owen Smith                 | 14 220                  | 38,78                   |
|                            | Lib Dem                                | Mike Powell                | 11 435                  | 31,18                   |
|                            | Conservatore                           | Lee Gonzalez               | 5 932                   | 16,18                   |
|                            | Plaid Cymru                            | Ioan Bellin                | 2 673                   | 7,29                    |
|                            | UKIP                                   | David Bevan                | 1 229                   | 3,35                    |
|                            | Laburista Socialista                   | Simon Parsons              | 456                     | 1,24                    |
|                            | Cristiano                              | Donald Watson              | 365                     | 1,00                    |
|                            | Verdi                                  | John Matthews              | 361                     | 0,98                    |
|                            |                                        |                            |                         |                         |
| Iscritti                   | Iscritti                               | Iscritti                   | 58 207                  | 100,00                  |
| ↳ Votanti (% su iscritti)  | ↳ Votanti (% su iscritti)              | ↳ Votanti (% su iscritti)  | 36 671                  | 63,00                   |
| ↳ Astenuti (% su iscritti) | ↳ Astenuti (% su iscritti)             | ↳ Astenuti (% su iscritti) | 21 536                  | 37,00                   |
|                            |                                        |                            |                         |                         |
|                            | Esito: collegio confermato a Laburista |                            |                         |                         |

### Elezioni negli anni 2000
| Partito                    | Partito                                | Candidato                  | Risultati 5 maggio 2005 | Risultati 5 maggio 2005 |
| Partito                    | Partito                                | Candidato                  | Voti                    | %                       |
| -------------------------- | -------------------------------------- | -------------------------- | ----------------------- | ----------------------- |
|                            | Laburista                              | Kim Howells                | 20 919                  | 52,78                   |
|                            | Lib Dem                                | Mike Powell                | 7 728                   | 19,50                   |
|                            | Conservatore                           | Quentin Edwards            | 5 321                   | 13,43                   |
|                            | Plaid Cymru                            | Julie Richards             | 4 420                   | 11,15                   |
|                            | UKIP                                   | David Bevan                | 1 013                   | 2,56                    |
|                            | Comunista                              | Robert Griffiths           | 233                     | 0,59                    |
|                            |                                        |                            |                         |                         |
| Iscritti                   | Iscritti                               | Iscritti                   | 65 080                  | 100,00                  |
| ↳ Votanti (% su iscritti)  | ↳ Votanti (% su iscritti)              | ↳ Votanti (% su iscritti)  | 39 634                  | 60,90                   |
| ↳ Astenuti (% su iscritti) | ↳ Astenuti (% su iscritti)             | ↳ Astenuti (% su iscritti) | 25 446                  | 39,10                   |
|                            |                                        |                            |                         |                         |
|                            | Esito: collegio confermato a Laburista |                            |                         |                         |

| Partito                    | Partito                                | Candidato                  | Risultati 7 giugno 2001 | Risultati 7 giugno 2001 |
| Partito                    | Partito                                | Candidato                  | Voti                    | %                       |
| -------------------------- | -------------------------------------- | -------------------------- | ----------------------- | ----------------------- |
|                            | Laburista                              | Kim Howells                | 22 963                  | 59,94                   |
|                            | Plaid Cymru                            | Bleddyn Hancock            | 5 279                   | 13,78                   |
|                            | Conservatore                           | Prudence Dailey            | 5 096                   | 13,30                   |
|                            | Lib Dem                                | Eric Brooke                | 4 152                   | 10,84                   |
|                            | UKIP                                   | Susan Warry                | 603                     | 1,57                    |
|                            | ProLife Alliance                       | Joseph Biddulph            | 216                     | 0,56                    |
|                            |                                        |                            |                         |                         |
| Iscritti                   | Iscritti                               | Iscritti                   | 66 050                  | 100,00                  |
| ↳ Votanti (% su iscritti)  | ↳ Votanti (% su iscritti)              | ↳ Votanti (% su iscritti)  | 38 309                  | 58,00                   |
| ↳ Astenuti (% su iscritti) | ↳ Astenuti (% su iscritti)             | ↳ Astenuti (% su iscritti) | 27 741                  | 42,00                   |
|                            |                                        |                            |                         |                         |
|                            | Esito: collegio confermato a Laburista |                            |                         |                         |

## Risultati dei referendum

### Referendum sulla permanenza del Regno Unito nell'Unione europea del 2016
|             | Collegio   | Lasciare UE % | Rimanere in UE % |
| ----------- | ---------- | ------------- | ---------------- |
|             | Pontypridd | 45,8%         | 54,2%            |
|             | Galles     | 52,5%         | 47,5%            |
| Regno Unito | 51,9%      | 48,1%         |                  |